# Пам'ятки історії Радехівського району
У Радехівському районі Львівської області нараховується 19 пам'яток історії.
| #  | назва                                                                                              | датування       | адреса                                    | охоронний номер | Номер і дата рішення             |
| -- | -------------------------------------------------------------------------------------------------- | --------------- | ----------------------------------------- | --------------- | -------------------------------- |
| 1  | Братська могила січових стрільців Білозіра М., Вавритина Г., Яворського Д. (пам., 1989, пісковик)  | 1920 р.         | с. Вузлове                                | 1662            | Рішення № 249, 21.05.1991        |
| 2  | Могила радянського воїна Блощицького А. М. (пам., 1975, мармурова крихта)                          | 1900—1944 рр.   | с. Грицеволя, кладовище                   | 695             | Рішення № 183, 05.05.1972        |
| 3  | Дільниця на кладовищі, де поховані радянські воїни (4 бр. могили; пам., 1964, з/бетон)             | квітень 1944 р. | с. Завидче, на околиці                    | 1102            | Рішення № 183, 05.05.1972        |
| 4  | Братська могила радянських воїнів (пам., 1975, мармурова крихта)                                   | 1941—1944 рр.   | с. Криве, центр села                      | 696             | Рішення № 183, 05.05.1972        |
| 5  | Братська могила радянських воїнів (пам., ск. В. Бойко, арх. А. Консулов, 1967, мармурова крихта)   | липень 1944 р.  | с. Куликів, центр села                    | 703             | Рішення № 183, 05.05.1972        |
| 6  | Братська могила радянських воїнів (пам., ск. Р. Романович, арх. В. Трущак, 1982, мармурова крихта) | квітень 1944 р. | с. Кустин, центр села                     | 704             | Рішення № 183, 05.05.1972        |
| 7  | Кладовище радянських воїнів (13 бр. могил; пам., 1962, мармурова крихта, бетон)                    | 1944 р.         | смт Лопатин, кладовище                    | 699             | Рішення № 183, 05.05.1972        |
| 8  | Братська могила радянських воїнів (пам., ск. Я. Мотика, 1972, мармурова крихта)                    | липень 1944 р.  | с. Павлів                                 | 700             | Рішення № 183, 05.05.1972        |
| 9  | Кладовище радянських воїнів (30 бр. могил; пам., арх. А. Шуляр, 1967, мармурова крихта)            | липень 1944 р.  | м. Радехів, кладовище                     | 694             | Рішення № 183, 05.05.1972        |
| 10 | Братська могила радянських воїнів (пам., ск. В. Ушаков, 1976, мармурова крихта)                    | липень 1944 р.  | с. Середпільці, біля сільради             | 1104            | Рішення № 183, 05.05.1972        |
| 11 | Братська могила радянських воїнів (пам., ск. В. Усов, 1970, мармурова крихта)                      | липень 1944 р.  | с. Стоянів, біля будинку “Просвіти”       | 1105            | Рішення № 183, 05.05.1972        |
| 12 | Могила невідомого радянського воїна (пам., ск. В. Ушаков, арх. О. Матвіїв, 1977, мармурова крихта) | липень 1944 р.  | с. Тетевчиці, біля школи                  | 1103            | Рішення № 183, 05.05.1972        |
| 13 | Гробниця Мишуги О. П., українського оперного співака (пам., 1983)                                  | 1853—1922 рр.   | с. Новий Витків, кладовище                | 701             | Рішення № 183, 05.05.1972        |
| 14 | Могила Уєйського Корнеля, польського поета (пам., 1897, камінь)                                    | 1823—1897 рр.   | с. Павлів, старе кладовище                | 1663            | Рішення № 450, 28.10.1987        |
| 15 | Пам'ятник тверезості (1874, метал)                                                                 | 1874 р.         | с. Барилів                                | 1664            | Розпорядження № 528, 19.07.1995  |
| 16 | Пам'ятник на честь скасування панщини (1848, пісковик)                                             | 1848 р.         | с. Завидче                                | 1665            | Розпорядження № 528, 19.07.1995  |
| 17 | Пам'ятник на честь скасування панщини (1989, чавун, вапняк)                                        | 1848 р.         | смт Лопатин, вул. Р. Мадрики, біля церкви | 1666            | Розпорядження № 1039, 06.10.1997 |
| 18 | Пам'ятник на честь скасування панщини (відновл. 1989, пісковик)                                    | 1848 р.         | с. Радванці                               | 1667            | Рішення № 249, 21.05.1991        |
| 19 | Пам'ятник героям УПА і жертвам репресій (ск. П. Макар, арх. С. Ханас, 1992, камінь, базальт)       | 1939—1952 рр.   | смт Лопатин                               | 1668            | Розпорядження № 528, 19.07.1995  |

## Джерело
Перелік пам'яток Львівської області [Архівовано 16 вересня 2012 у Wayback Machine.]
 Вікісховище має мультимедійні дані за темою: Пам'ятки історії Радехівського району